# Podole (powiat rypiński)
Podole – wieś w Polsce położona w województwie kujawsko-pomorskim, w powiecie rypińskim, w gminie Rypin.
W latach 1975–1998 miejscowość należała administracyjnie do województwa włocławskiego.
Zobacz też: Podole.